# Ashoka
Ashoka de Grote (Brahmi: 𑀅𑀲𑁄𑀓, Asoka, Sanskriet: अशोक, IAST: Aśoka) was de heerser van het Mauryarijk van 268 tot 232 voor Christus. Na een bloedige en gewelddadige overwinning in de oorlog om Kalinga kreeg hij spijt van het leed dat hij met deze oorlog anderen had aangedaan en bekeerde zich tot het boeddhisme. De naam Ashoka betekent in het Pali vrij van zorgen, vrij van leed, vrij van verdriet.
Ashoka erfde en verenigde een enorm grondgebied, groter dan het huidige India. Tot zijn rijk behoorde het grootste deel van het Indische subcontinent, van het huidige Afghanistan tot Bengalen en zo ver zuidwaarts als Mysore.

## Historische bronnen
Over Ashoka bestaan minstens drie grote verhaallijnen in Zuidoost-Azië.
De eerste is afkomstig van Srilankaanse Boeddhistische kroniekschrijvers uit de eerste 5 eeuwen na Christus in de Dipavamsa ("kroniek van het eiland") en de Mahavamsa ("grote kroniek"), geschreven in het Pali. Die bronnen legitimeren het Srilankaanse Theravada-Boeddhisme door het met Ashoka te verbinden; zo brengt Ashoka het Boeddhisme naar Sri Lanka door zijn zoon Mahinda en zijn dochter Sanghamitta als missionarissen uit te zenden, samen met een zaailing van de Bodhi-boom waaronder Boeddha verlichting bereikte. Hij hield ook een Boeddhistisch concilie in Pataliputra om het Boeddhisme te zuiveren van afwijkende doctrines.
De tweede bestaat uit teksten van de noordelijke Boeddhistische tradities in het Sanskriet, vooral de Ashokavadana ("legende van Ashoka") uit de 2de eeuw n.Chr. die in het jaar 300 in het Chinees vertaald werd.
Het derde narratief bestaat uit latere Brahmaanse bronnen.
Daarnaast zijn er inscripties, bijvoorbeeld in de pilaren van Ashoka, die de volkstraditie met Ashoka bleef associëren lang nadat de betekenis van het Brahmischrift verloren ging. Dat schrift werd in 1837 ontcijferd door de Britse koloniale ambtenaar James Prinsep.

## Levensloop
Ashoka was de zoon van de Mauryakeizer Bindusara en een koningin genaamd Dhamma. Ashoka had verscheidene oudere broers en zussen en één jongere: Vitasoka. Wegens zijn voorbeeldige intellect en strijdvaardigheid wordt gezegd dat hij de favoriete kleinzoon was van zijn grootvader Chandragupta Maurya. De legende gaat dat toen Chandragupta Maurya zijn imperium voor het jaïnistische monniksleven verruilde, hij zijn zwaard wegwierp. Ashoka vond het zwaard en hield het.
De laatste inscriptie - of tenminste de meest recente die is teruggevonden -  dateert van 10 jaar voor zijn dood in 232 v.Chr. Het is niet bekend hoe of waar hij overleed. Sommige geschiedkundigen speculeren dat hij overleed in het dorpje Sannati bij de rivier de Bhima in Karnataka, omdat daar een van de zeldzame sculpturen van Ashoka is gevonden. Op het relief staat zijn naam vermeld als "Raya Asoko". In tegenstelling tot zijn tijdgenoten in Perzië en Griekenland of latere Indische koningen, liet Ashoka zijn portret niet gebruiken voor munten of standbeelden. Bij zijn dood werd hij opgevolgd door zijn kleinzoon Dasharatha. Hij had verscheidene officiële echtgenotes en een harem. De enige vrouw die de inscripties vermelden, is Karuvaki, tweede koningin en moeder van Tivala.

## Heerschappij en bekering
De belangrijkste gebeurtenis tijdens Ashoka's regeerperiode was zijn verovering van Kalinga, een van de laatste onafhankelijke staten in India, vandaag deel van de deelstaat Odisha. Het bloedvergieten waarmee deze verovering gepaard ging, door Ashoka zelf geschat op 100.000 doden en in slavernij afgevoerde gevangenen, vervulde hem dusdanig van afschuw dat hij besloot zich te bekeren tot het boeddhisme; hij streefde vanaf die tijd een filosofie van geweldloosheid na. Hoewel hij dit laatste niet tot haar uiterste consequentie doorvoerde (het leger, de doodstraf en slavernij bleven bestaan), was het voortaan afgelopen met veroveringsoorlogen. Ashoka demobiliseerde zijn leger, zijn netwerk van spionnen en een deel van zijn bureaucratie en het Maurya-rijk verleende voortaan staatssteun aan boeddhistische, jaïnistische en hindoeïstische bedelorden. Bijgevolg wordt Ashoka in alle boeddhistische stromingen, maar vooral in het theravada, nog altijd beschouwd als een grote promotor en beschermer van het boeddhisme en als het voorbeeld van een ideale, vredesgezinde en rechtvaardige koning die het beste met zijn volk voorheeft.
In 250 v.Chr. vond onder de patronage van koning Ashoka de derde boeddhistische concilie plaats. Tijdens deze bijeenkomst werd de vroege canon opnieuw onder de loep genomen en werden monniken die het met de nieuwe lijn niet eens waren uit de gemeenschap (sangha) gezet. Na afloop van deze raadsvergadering zond koning Ashoka verscheidene groepen monniken naar verschillende regio's in de aan hem bekende wereld, waaronder Bactrië, Ladakh, Nepal, Myanmar, Thailand en Sri Lanka en mogelijk ook naar Alexandrië (in het huidige Egypte), Antiochië (in het huidige Turkije) en Athene. Voorheen had Sakyamuni Boeddha hetzelfde gedaan; ook die zond zijn monniken naar verschillende regio's uit.

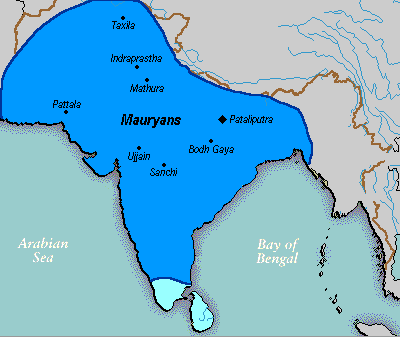
Het rijk van Ashoka

## De pilaren en edicten van Ashoka

Embleem van India

Het huidige embleem van India is een weergave van de top van een van de pilaren van koning Ashoka, gevonden in Sarnath. Ook de vlag van India bevat een onderdeel van dezelfde pilaar. Koning Ashoka liet deze pilaren van Ashoka op belangrijke plaatsen in zijn rijk neerzetten. Op deze pilaren, maar ook op rotsen en in grotten, waren de edicten van Ashoka aangebracht, inscripties over het religieuze leven, zijn beleid als koning en over hervormingen die hij doorvoerde. De religieuze inscripties betreffen veelal praktische boeddhistische leringen, maar ook leringen van andere religies als het jaïnisme en het brahmanisme. In deze inscripties maande koning Ashoka zijn volk ook aan om religieuze tolerantie te praktiseren.

## Citaat
De Britse auteur H.G. Wells schreef over koning Ashoka:
In de geschiedenis van de wereld zijn er duizenden koningen en keizers geweest die zich 'grootheid', 'majesteit' en 'edelachtbare' noemden. Zij glansden voor een kort ogenblik, en verdwenen snel. Maar Ashoka glanst en glanst helder als een heldere ster, zelfs tot de dag van vandaag.

## Galerij

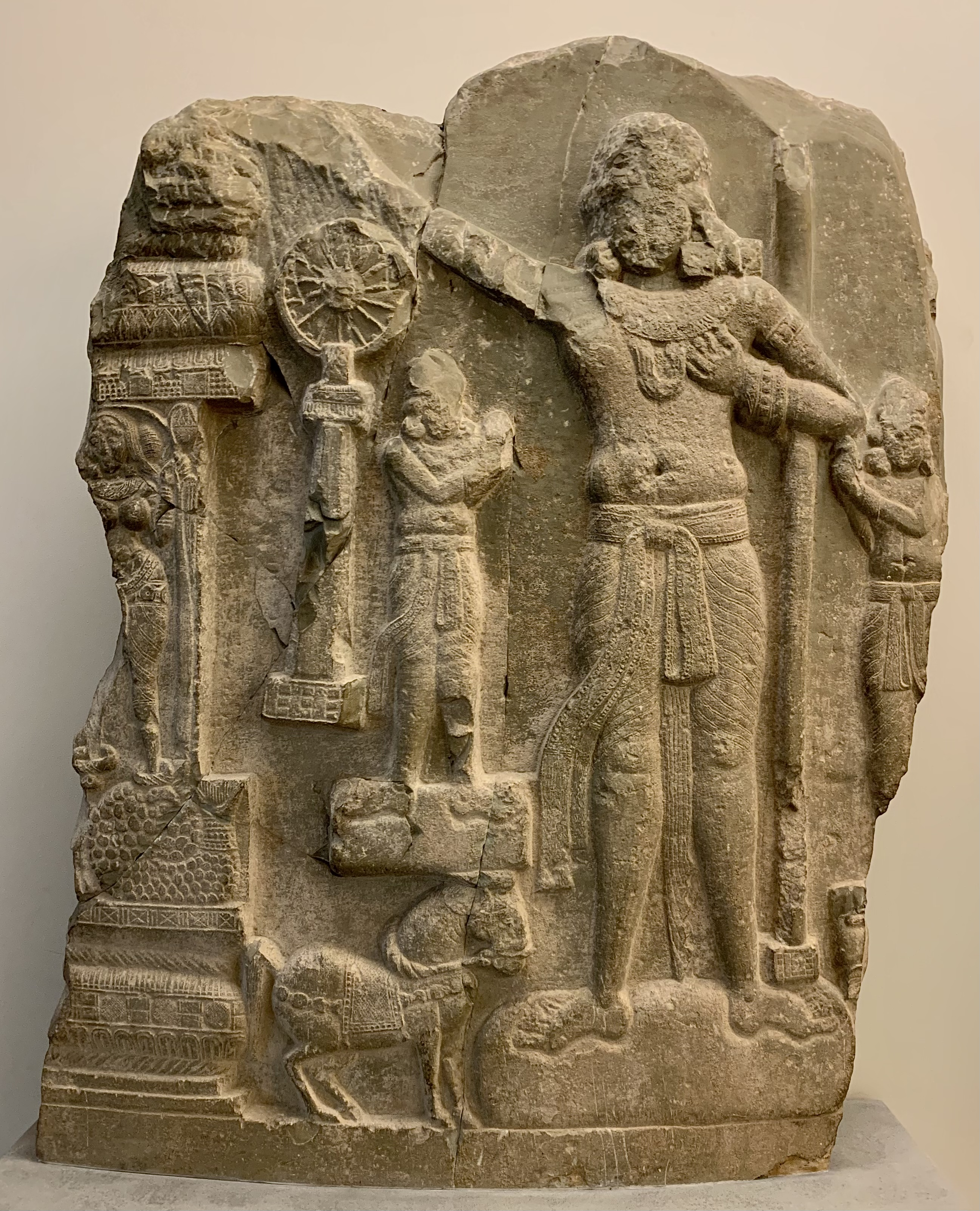
Stela van een chakravartin, een wereldheerser, mogelijk Ashoka (1e eeuw v.Chr.), vindplaats Amaravathi (Andhra Pradesh), Musée Guimet
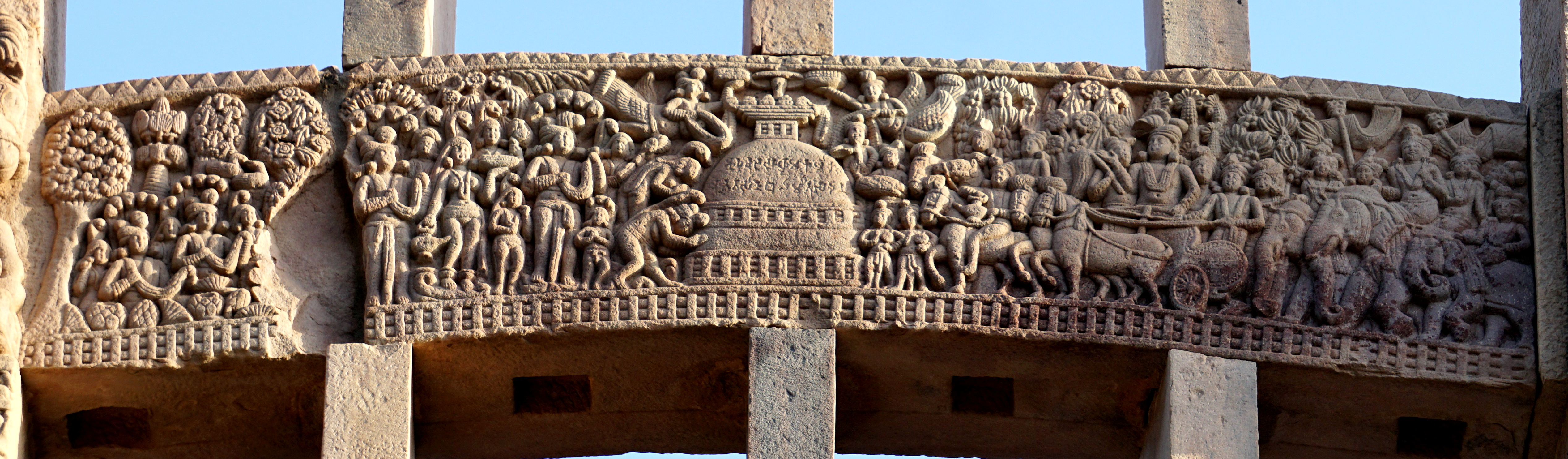
Een reliëf met Ashoka die in zijn strijdwagen de naga's in Ramagrama bezoekt Stupa 1 in Sanchi